# Lesbianitj
| Recensione    | Giudizio |
| ------------- | -------- |
| Rolling Stone |          |
| Rockol        |          |

Lesbianitj è un album in studio del gruppo musicale italiano di musica elettronica Pop X, pubblicato nel 2016 da Bomba Dischi e distribuito da Universal Music Italia.
L'edizione italiana della rivista Rolling Stone ha inserito il disco alla decima posizione tra I 15 migliori album italiani del 2016.

## Tracce
Testi e musiche di Davide Panizza.
1. Mister V – 3:53
2. Sparami – 3:38
3. Azzurra – 3:30
4. Frocidellanike – 3:30
5. Secchio – 3:36
6. Dens – 4:39
7. Pubblicità – 3:09
8. Sanatrix – 3:42
9. Ti scatto una photo – 3:50
10. Madamadorè – 3:12
11. Preti – 3:09
12. Lupi (Ghost track) – 3:21